# Natalina Lupino
Nathalie („Natalina”) Lupino (ur. 13 czerwca 1963 w Valenciennes) – francuska judoczka. Brązowa medalistka olimpijska z Barcelony.
Zawody w 1992 były jej jedynymi igrzyskami olimpijskimi. Po medal sięgnęła w kategorii powyżej 72 kilogramów kilogramów. Zdobyła cztery medale mistrzostw świata - złoto w 1982 w kategorii powyżej 72 kilogramów, brąz w 1989 w tej samej kategorii oraz w open w 1984 i 1991. Była medalistką mistrzostw kontynentu (złoto w 1984 w open; srebro w 1983 w wadze powyżej 72 kilogramów, w open w 1990 i 1993; brąz w 1985 w wadze poniżej 72 kg, w 1989 i 1993 w wadze powyżej 72 kg oraz w kategorii open w 1991 i 1992) i wielokrotną medalistką mistrzostw Francji, m.in. 4 razy zostawała mistrzynią kraju seniorów.
Startowała w Pucharze Świata w latach 1989–1991 i 1993.